# Toledo West
Toledo West – jednomandatowy okręg wyborczy w wyborach do Izby Reprezentantów, niższej izby parlamentu Belize. Obecnym reprezentantem tego okręgu jest polityk Zjednoczonej Partii Ludowej Oscar Requena.
Okręg Toledo West znajduje się dystrykcie Toledo w południowo-zachodniej części kraju. 
Utworzony został w roku: 1984.

## Posłowie
| Rok   | Poseł         |  | Partia |
| ----- | ------------- |  | ------ |
| 1984  | Basilio Ah    |  | UDP    |
| 1989  | William Usher |  | UDP    |
| 1993  | William Usher |  | UDP    |
| 1998  | Marcial Mes   |  | PUP    |
| 2003  | Marcial Mes   |  | PUP    |
| 2008. | Juan Coy      |  | UDP    |
| 2012  | Oscar Requena |  | PUP    |